# Нделе, Альберт
Альберт Нделе (фр. Albert Ndele; 15 августа 1930, Бома, Центральное Конго — 1 апреля 2023, Брюссель, Бельгия) — государственный и политический деятель Демократической Республики Конго.

## Биография
Работал председателем Коллегии государственных комиссаров, которая управляла Республикой Конго (Леопольдвиль) в течение двух недель, в то время как Жан-Жюстен Мари Бомбоко вернулся из Нью-Йорка в Леопольдвиль, а следующие четыре месяца был заместителем председателя. Позже был управляющим Центрального банка Конго с 1961 по 1970 год. Занимал должность министра финансов с сентября 1960 по февраль 1961 года и второй срок с 15 сентября 1970 до 12 ноября 1970 года.
Умер 1 апреля 2023 года в Брюсселе, Бельгия.